# Scottish Premier Division 1987/88
Die Scottish Football League Premier Division wurde 1987/88 zum 13. Mal ausgetragen. Es war zudem die 91. Austragung einer höchsten Fußball-Spielklasse innerhalb der Scottish Football League, in der der Schottische Meister ermittelt wurde. In der Saison 1987/88 traten 12 Vereine in insgesamt 44 Spieltagen gegeneinander an. Jedes Team spielte jeweils zweimal zu Hause und auswärts gegen jedes andere Team. Es galt die 2-Punkte-Regel. Bei Punktgleichheit zählte die Tordifferenz.
Die Meisterschaft gewann zum insgesamt 35. Mal in der Vereinsgeschichte Celtic Glasgow. Die Bhoys qualifizierten sich als Meister für die folgende Europapokal der Landesmeister Saison-1988/89. Als unterlegener Pokalfinalist, qualifizierte sich Dundee United für den Europapokal der Pokalsieger. Der zweit-, dritt- und viertplatzierte Heart of Midlothian, die Glasgow Rangers und der FC Aberdeen qualifizierten sich für den UEFA-Pokal.
Der FC Falkirk, Dunfermline Athletic und Greenock Morton stiegen am Saisonende in die First Division ab. Mit 33 Treffern wurde Tommy Coyne vom FC Dundee Torschützenkönig.

## Vereine
| Verein               | Stadt       | Stadion           |
| -------------------- | ----------- | ----------------- |
| Celtic Glasgow       | Glasgow     | Celtic Park       |
| Dundee United        | Dundee      | Tannadice Park    |
| Dunfermline Athletic | Dunfermline | East End Park     |
| FC Aberdeen          | Aberdeen    | Pittodrie Stadium |
| FC Dundee            | Dundee      | Dens Park         |
| FC Falkirk           | Falkirk     | Brockville Park   |
| FC Motherwell        | Motherwell  | Fir Park          |
| FC St. Mirren        | Paisley     | Love Street       |
| Glasgow Rangers      | Glasgow     | Ibrox Park        |
| Greenock Morton      | Greenock    | Cappielow Park    |
| Heart of Midlothian  | Edinburgh   | Tynecastle Park   |
| Hibernian Edinburgh  | Edinburgh   | Easter Road       |

## Statistik

### Abschlusstabelle
| Pl. | Verein                   | Sp. | S  | U  | N  | Tore    | Diff. | Punkte |
| --- | ------------------------ | --- | -- | -- | -- | ------- | ----- | ------ |
| 1.  | Celtic Glasgow           | 44  | 31 | 10 | 3  | 079:230 | +56   | 72:16  |
| 2.  | Heart of Midlothian      | 44  | 23 | 16 | 5  | 074:320 | +42   | 62:26  |
| 3.  | Glasgow Rangers (M, L)   | 44  | 26 | 8  | 10 | 085:340 | +51   | 60:28  |
| 4.  | FC Aberdeen              | 44  | 21 | 17 | 6  | 056:250 | +31   | 59:29  |
| 5.  | Dundee United            | 44  | 16 | 15 | 13 | 054:470 | +7    | 47:41  |
| 6.  | Hibernian Edinburgh      | 44  | 12 | 19 | 13 | 041:420 | −1    | 43:45  |
| 7.  | FC Dundee                | 44  | 17 | 7  | 20 | 070:640 | +6    | 41:47  |
| 8.  | FC Motherwell            | 44  | 13 | 10 | 21 | 037:560 | −19   | 36:52  |
| 9.  | FC St. Mirren (P)        | 44  | 10 | 15 | 19 | 041:640 | −23   | 35:53  |
| 10. | FC Falkirk               | 44  | 10 | 11 | 23 | 041:750 | −34   | 31:57  |
| 11. | Dunfermline Athletic (N) | 44  | 8  | 10 | 26 | 041:840 | −43   | 26:62  |
| 12. | Greenock Morton (N)      | 44  | 3  | 10 | 31 | 027:100 | −73   | 16:72  |

Platzierungskriterien: 1. Punkte – 2. Tordifferenz – 3. geschossene Tore

| Saison 1987/88 |

| Zum Saisonende 1986/87 |                                   |
| (M)                    | Meister des Vorjahres             |
| (P)                    | Pokalsieger des Vorjahres         |
| (L)                    | Ligapokalsieger des Vorjahres     |
| (N)                    | Aufsteiger aus der First Division |

## Die Meistermannschaft von Celtic Glasgow
(Berücksichtigt wurden alle Spieler die im Kader für die Saison 1987/88 standen.)
| 1. | Celtic Glasgow |
|    | - Tor: Pat Bonner, Allen McKnight - Abwehr: Owen Archdeacon, Mick McCarthy, Chris Morris, Pierce O’Leary, Anton Rogan, Derek Whyte - Mittelfeld: Roy Aitken, Tommy Burns, Peter Grant, Paul McStay, Declan Roche, Tony Shepherd, Billy Stark - Angriff: Gerry Creaney, Frank McAvennie, Mark McGhee, Joe Miller, Andy Walker - Trainer: Billy McNeill |